# Rhauculus ohausi
Rhauculus ohausi is een hooiwagen uit de familie Cosmetidae. De originele naamcombinatie (protoniem) was Erginus ohausi Roewer, 1912, later Metarhaucus ohausi (Roewer, 1912) in Roewer, 1923. Een volgende naamrecombinatie werd gepubliceerd als Rhauculus ohausi (Roewer, 1912) in Medrano, García, & Kury, 2022.